# 下东乡 (蓬溪县)
下东乡，是中华人民共和国四川省遂宁市蓬溪县曾经下辖的一个乡。2019年9月，撤销下东乡，将其所属行政区域划归赤城镇管辖。

## 行政区划
下东乡撤销前下辖以下地区：
青凉社区、水口村、长青村、长沟村、长岗村、高石梯村、龙门垭村、金山村、木沉沟村、青莲村、高嘴村、紫荆村、水楼村、金凤滩村、仁和村、郭家坡村、长虹村、黑垭村、双狮村、紫槽村和花果村。